# Flughafen Sotschi

i7
i11
i13
Der Flughafen Sotschi (russisch Международный аэропорт Сочи, IATA-Code: AER, ICAO-Code: URSS) ist der Flughafen der russischen Stadt Sotschi am Schwarzen Meer in der Region Krasnodar. Er liegt im Ort Adler, der verwaltungstechnisch seit 1961 zum Stadtgebiet Sotschis zählt.

## Fluggesellschaften und Ziele
Derzeit ist der Flughafen Sotschi Russlands einziges Drehkreuz für Flüge ins Ausland. Aufgrund der Randlage von Sotschi können von dort aus internationale Fernziele wie Dubai oder Delhi mit Flugzeugen begrenzter Reichweite aus russischer Produktion angeflogen werden. Weitere Flugverbindungen bestehen mit Turkish Airlines via Flughafen Istanbul sowie mit mehreren Fluggesellschaften via Moskau.

## Geschichte

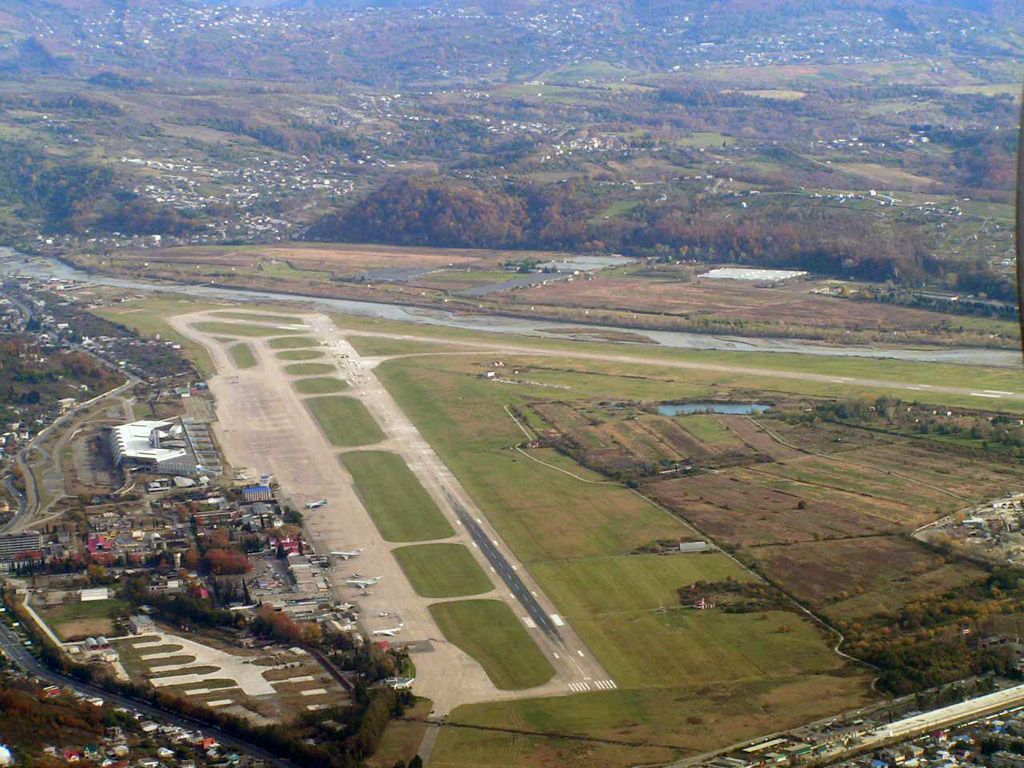
Flughafen Sotschi (2006): Piste mit Fluss Msymta im Hintergrund

Am 23. November 1945 wurde entschieden, in Adler einen zivilen Flughafen zu errichten. Bereits im Großen Vaterländischen Krieg (1941–1945) waren sowjetische Kampfflugzeuge vom 8. Juli bis zum 1. September 1941 vom heutigen Flughafengebiet zur Verteidigung der Schwarzmeerküste gestartet.
Im Jahr 1956 wurden das Flughafengebäude (das heutige alte Gebäude) und die erste Start- und Landebahn gebaut. Bereits im nächsten Jahr fertigte der Flughafen 35.000 Passagiere ab und rund 1000 t Fracht wurden transportiert. Von 1960 bis 1965 wurden ein neuer Passagier-Gepäckterminal und ein Hotel mit 200 Betten gebaut sowie Funk- und Navigationstechnik und eine Anflugbefeuerung installiert. Die Passagierzahlen des Flughafens stiegen von 902.000 im Jahre 1960 bis auf 2,3 Mio. im Jahre 1990. Danach fielen die Passagierzahlen, bedingt durch den Zusammenbruch der Sowjetunion, bis zum Jahr 2009 weiter um 7,9 % auf 1,485 Millionen Fluggäste jährlich.
Der Flughafen wurde 1966 mit dem Orden des Roten Banners der Arbeit ausgezeichnet. In der Zeit seines Bestehens sind auf dem Flughafen mehr als 60 Mio. Passagiere abgefertigt worden.
Wegen der in Sotschi stattfindenden Olympischen Winterspiele 2014 wurde der Flughafen auf eine Kapazität von 4 Millionen Fluggäste ausgebaut. Ende 2009 wurden erste Testflüge im neuen Terminal abgefertigt. Im September 2010 wurde es nach IATA-Abfertigungsrichtlinien in Betrieb genommen, die vollständige Inbetriebnahme erfolgte 2012. Mit einer Gesamtfläche von 57.000 m² ist es eines der größten Terminals in Russland. Das neue Terminal hat eine Kapazität von 3500 Passagieren pro Stunde.
Im Zuge der Erweiterung entstand ein Flughafenbahnhof.

## Eigentumsverhältnisse
Seit Juli 2007 ist der Flughafen Teil des russischen Mischkonzerns Basic Element, der zu 100 % dem Multimilliardär Oleg Deripaska gehört. An der den Flughafen betreibenden nichtöffentlichen Aktiengesellschaft Meschdunarodny Aeroport Sotschi (russisch АО «Международный Аэропорт Сочи») hält die zyprische Transport AMD-2 Limited alle Aktien. Die ООО Basel Aero (russisch ООО «Базэл Аэро»), welche die Flughäfen von Basic Element verwaltet, ist wiederum das alleinvertretungsberechtigte Organ der Betreibergesellschaft des Flughafens.

## Zwischenfälle
- Am 28. Juli 1962 wurde eine Antonow An-10A der sowjetischen Aeroflot (Luftfahrzeugkennzeichen CCCP-11186) 21 Kilometer südöstlich des Zielflughafens Sotschi in einer Höhe von 610 Metern in einen Hügel geflogen. Bei diesem CFIT (Controlled flight into terrain) wurden alle 81 Insassen, sieben Besatzungsmitglieder und 74 Passagiere, getötet.[6]
- Am 1. Oktober 1972 stürzte eine Iljuschin Il-18 der Aeroflot (CCCP-75507) auf dem Flug nach Moskau-Wnukowo kurz nach dem Start ins Schwarze Meer. Alle 100 Passagiere und 8 Besatzungsmitglieder kamen bei dem Absturz ums Leben. Als Absturzursache wird entweder ein Ausfall des Kraftstoffsystems oder des Motors oder ein Herzinfarkt des Piloten angenommen (siehe auch Aeroflot-Flug 1036).
- Am 3. Mai 2006 stürzte ein Airbus-A320 der Armavia aus Jerewan ins Schwarze Meer; 113 Menschen kamen ums Leben (siehe auch Armavia-Flug 967).
- Am 25. Dezember 2016 stürzte eine Tupolew Tu-154 des russischen Militärs (RA-85572) ins schwarze Meer ab. Der Flug war von Sotschi nach Syrien geplant. Dabei kamen 92 Personen ums Leben. Die Unfallursache war laut anfänglichem Stand menschliches Versagen (siehe auch Russian-Federation-Force-Flug 7091).
- Am 1. September 2018 schoss eine Boeing 737-8AS der UTair (VQ-BJI) bei der Landung auf dem Flughafen Sotschi über das Landebahnende hinaus. Das linke Triebwerk fing Feuer und das Flugzeug wurde dabei zerstört. Alle Insassen überlebten, wobei 18 verletzt wurden. Ein Bodenmitarbeiter kam, während die Rettungsarbeiten liefen, aufgrund eines Herzinfarktes ums Leben.[7]